# Зімін Олександр Олександрович
Зімін Олександр Олександрович (22 лютого 1920, Москва — 25 лютого 1980, Москва) — російський історик, дослідник російського середньовіччя, доктор історичних наук, професор.

## Освіта
Закінчив історико-філологічний факультет Середньоазіатського університету (1942, в 1938—1941 навчався на історичному факультеті МДУ), аспірантуру Інституту історії АН СРСР у 1947 році. Кандидат історичних наук (1947, дисертація про землеволодіння і господарство Іосифо-Волоколамського монастиря наприкінці XV — початку XVIII ст.). Доктор історичних наук (1959, «І. С. Пересвіт і його сучасники»), професор (1970).

## Наукова діяльність
З 1947 — молодший науковий співробітник, з 1951 — старший науковий співробітник Інституту історії (потім — Інституту історії СРСР) АН СРСР.
З 1947 по 1972, одночасно, викладав у Московському державному історико-архівному інституті: старший викладач (1947—1950), доцент (1950—1970), професор (1970—1973).
Фахівець у галузі історії Росії з XI по XVIII ст. Автор численних фундаментальних праць з проблем соціально-політичної історії країни. Спеціаліст з історії суспільної думки Росії, питань історіографії та джерелознавства. Творець наукової школи.
Один з авторів і редакторів багатотомних праць: «Історія Москви» (т. 1, 1952); "Нариси історії СРСР. Період феодалізму. Кінець XV — початок XVII ст. "(1955); " Всесвітня історія "(т. 4, 1958); " Історія СРСР. З найдавніших часів до наших днів "(т. 2, 1966). Редактор і упорядник багатьох збірників історичних документів, а також зібрання творів В. О. Ключевського.
Наприкінці життя працював над мемуарами та історико-генеалогічним дослідженням «Сутінки і надії», присвяченим роду графів Каменських та їх потомства.

## Історичні погляди
Вважав, що опричнина була спрямована проти трьох вогнищ феодального сепаратизму, які могли становити загрозу царського самодержавства — Старицького спадку, церкви та Новгорода. Виступав як проти апологетики політичного курсу Івана Грозного, так і проти того, щоб представляти цей курс наслідком виключно маніакального психозу царя.
В останніх роботах прийшов до висновку про те, що процес централізації в середньовічній Русі носив суперечливий характер. Визнаючи історичну закономірність централізації та її позитивні сторони, звертав увагу на важкі наслідки зростання самодержавства, який придушував волелюбні устремління народу, ліквідував політичні свободи. Відійшов від «промосковської» інтерпретації ходу та результатів династичної боротьби на Русі. Був схильний розглядати бравших участь у феодальній війні XV століття галицьких князів як носіїв певного прогресивного початку, як представників якоїсь демократичної вольниці, за якими стояло населення, ще не підпорядковане Московському диктату. Ретельне вивчення різноманітних джерел дозволило О. О. Зіміну прийти до висновків про значну роль холопства в соціально-економічному житті Русі. Він докладно дослідив Руську Правду («Пам'ятники руського права». Вип. I. М. 1952). Надзвичайно плідною була діяльність О. О. Зиміна в області допоміжних історичних дисциплін — археографії, джерелознавства, дипломатики, палеографії, хронології. Він був публікатором, співучасником видання та дослідником багатьох пам'яток російської історії. Їм написана важлива джерелознавча праця «Державний архів Росії XVI століття. Досвід реконструкції» (вип. I — III. М. 1978). У п'яти випусках «Пам'ятників російського права» (1952 — 1959 рр..) О. О. Зімін опублікував і прокоментував ряд джерел X — XVII ст., частину яких уперше ввів у науковий обіг. Ним був зроблений також великий внесок у публікацію праць В. О. Ключевського і С. В. Бахрушина.

## Версія походження «Слова о полку Ігореві»
Зимін — автор концепції про час створення «Слова о полку Ігореві» та його автора, згідно з якою цей твір було написано у 80-х роках XVIII ст. російським духовним письменником архімандритом Іолєм (Биковським) і є видатною імітацією пам'ятника давньоруської літератури.
Свою концепцію виклав у книзі " Джерела, час написання, автор «Слова о полку Ігореві» ", виданої ротапрінтом тиражем 101 екз. і розданої (з умовою повернення) учасникам дискусії, що відбулася у Відділенні історії АН СРСР 4-6 травня 1964. Більшість учасників дискусії не погодилося з точкою зору Зіміна, а його робота так і не була опублікована, що було пов'язано з адміністративною забороною, притому, що цілий ряд опонентів Зіміна вважали, що його дослідження носило серйозний аргументований характер і мало право на публікацію.
До кінця життя Зімін продовжував дотримуватися своєї точки зору, уточнюючи і доповнюючи текст рукопису. Частково точка зору Зіміна викладена в його статтях, присвячених «Слова о полку Ігоревім». Остаточний варіант книги Алєксадра Зіміна про «Слово о полку Ігоревім» (збільшений у два рази в порівнянні з ротапрінтним виданням 964 року), був опублікований лише посмертно в 2006 році в Москві.

## Оцінка наукової діяльності
| «За життя Зімін за сумною російської традиції не був розпещений офіційним визнанням. У всякому разі сім написаних ним монографій залишилися невиданими. » |- В. Б. Кобрин, Я. С. Лур'є, А. Л. Хорошкевіч. Післямова до книги О. О. Зіміна «Витязь на роздоріжжі: феодальна війна в Росії XV ст.»
| «Зімін був і залишається гордістю російської історичної науки. Вчений з величезним творчим потенціалом, найширшим кругозором і рідкісної наукової інтуїцією, він викликав пошану і захоплення і своїми працями, і своєю особистістю. Володіючи яскраво вираженим холеричним темпераментом, Зімін буквально «горів» жагою творчості ... Зімін був «вченим зі світовим ім'ям» в повному сенсі цього слова. Не тільки російські, але й іноземні колеги ставилися до нього з найглибшою повагою, я б сказав, з схилянням, а також з великою душевною теплотою. Цінувалися його праці, цінувалася його ерудиція, гострота думки, дотепність, розкутість, щирість і бажання допомогти. » | — С. М. Каштанов — член-кореспондент РАН.

## Наукові праці
- И. С. Пересветов и его современники. Очерки по истории русской общественно-политической мысли середины XVI в. М., 1958. (рос.)
- Методика издания древнерусских актов. М., 1959. (рос.)
- Русские летописи и хронографы конца XV—XVI вв. Учебное пособие. М., 1960. (рос.)
- Реформы Ивана Грозного: Очерки социально-экономической истории России середины XVI в. М., 1960. (рос.)
- Законодательные памятники русского государства конца XV — начала XVII вв. Учебное пособие. М., 1961. (рос.)
- Устав про холопів — пам'ятка з історії холопства в Київській Русі [Архівовано 21 серпня 2014 у Wayback Machine.] / УІЖ.- 1966.- № 7
- Опричнина Ивана Грозного. М., 1964 (второе издание, исправленное и дополненное, под названием «Опричнина». М., 2001). (рос.)
- Россия на пороге нового времени: Очерки политической истории России первой трети XVI в. М., 1972. (рос.)
- Холопы на Руси (с древнейших времён до конца XV в.). М., 1973. (рос.)
- Крупная феодальная вотчина и социально-политическая борьба в России (конец XV—XVI вв.). М., 1977. (рос.)
- Россия времени Ивана Грозного. М., 1982 (совместно с А. Л. Хорошкевич.(рос.)
- Россия на рубеже XV—XVI столетий (очерки социально-политической истории). М., 1982. (рос.)
- В канун грозных потрясений: Предпосылки первой крестьянской войны в России. М., 1986. (рос.)
- Формирование боярской аристократии в России во второй половине XV — первой трети XVI в. М.: Наука, 1988. (рос.)
- Витязь на распутье: феодальная война в России XV в. М., 1991; * Правда Русская. М., 1999. (рос.)
- Слово о полку Игореве. — СПб.: «Дмитрий Буланин», 2006.(рос.)